# Saint-Martin-de-Fugères

Saint-Martin-de-Fugères este o comună în departamentul Haute-Loire, Franța. În 2009 avea o populație de 216 de locuitori.

## Geografie
Orașul este situat la 1010 metri deasupra nivelului mării.

## Toponimie
Numele orașului provine de la S Martini de Feugeriis (Ernest Nègre).